# Specimenmete
Specimenmete är en form av mete. Det som skiljer är att man inom specimen-metet koncentrar sig på att fånga mycket stora exemplar av vissa arter. De arter som är viktigast (högst status) inom specimen-fisket är bl.a. karp, braxen, sutare, ruda, sarv och ål. Det finns många fiskare i Europa och Sverige som bara specimen- metar. I Storbritannien är specimen-mete väl utbrett, mycket mer än i Sverige, där det dock är på uppgång.
Det finns ett antal tävlingar just inom specimen-metet, både i nationella och internationella. Det kan ligga mycket stora prispengar i potten, särskilt på de internationella tävlingarna.
Fisket går till så att man antingen metar med flöte, matchmete, eller på botten, feedermete. Allt beroende på vilken art man är ute efter. Man kan fiska med alltifrån 6 spön samtidigt, när man fiskar karp, ner till ett eller ett par spön. Betet man använder kan vara mycket varierande. Till karpen och sutaren använder man oftast boilies (speciella degkulor), till rudan, braxen och sarven kan man ha majs eller räka.